# Bo Vahlne
Bo Gösta Vahlne, född 5 oktober 1943 i Karlstads församling, Värmlands län, är en svensk konsthistoriker.

## Biografi
Bo Vahlne disputerade i konstvetenskap på Stockholms universitet 1988 på avhandlingen Nyinredningen av Rosersbergs slott 1797-1818 – en ikonologisk studie.
Han arbetade på Kungliga Husgerådskammaren mellan 1972 och 1999, varav som överintendent och chef från 1987.
Han invaldes i Kungliga Vitterhetsakademien 1996.